# Adasi
Adasi byl asyrský král, poslední z řady 7 králů vylíčených v Asyrském královském seznamu jako uzurpátorů. Vládl v letech 1720–1701 př. n. l. Je mu připisována stabilizace Asýrie a osvobození od občanské války a vlivu Amoritů. Nadcházející Adasiho dynastie byla pojmenována právě po něm. Po něm nastoupil Bel-bani.